# Kari Ikonen
Kari Ikonen (* 26. August 1973 in Korpilahti) ist ein finnischer Jazzmusiker (Piano, Moog-Synthesizer, Komposition).

## Leben und Wirken
Ikonen, der bereits mit fünf Jahren klassischen Klavierunterricht erhielt, interessierte sich früh für Jazz und wurde von 1989 bis 1993 von Matti Laukkanen in Jyväskylä ausgebildet. Von 1994 bis zum Master 2001 studierte er an der Sibelius-Akademie in Helsinki Jazz-Piano und später Komposition bei Jarmo Savolainen, Jukkis Uotila, Anders Jormin, Maria Schneider, Mike Gibbs, Sonny Heinilä und Olli Kortekangas; 1996 verbrachte er ein Semester am Rotterdams Conservatorium. 
Ikonen leitet sein eigenes Trio (mit Olli Rantala, Bass, und Markku Ounaskari, Schlagzeug) und Sextett; zudem spielt er im Orchestra Nazionale della Luna (Selene’s View), im Quartet Ajaton und im Trio Toffa, mit denen er sowohl in Finnland als auch in Europa auftritt. Weiter hat er mit Musikern wie Louis Sclavis, Bob Moses, Lee Konitz, Ingrid Jensen, Jeff Denson, Henry Lowther, Stan Sulzmann, Ron McClure, Vincent Courtois, Mathias Eick, Magnus Broo, Otto Donner, Raoul Björkenheim oder Vilkka Wahl gearbeitet. Sein Soloalbum Impressions, Improvisations & Compositions (2020) präsentiert „ein dichtes Geflecht aus arabischen Motiven, japanischen Anklängen und abstrakten Miniaturen.“
Ikonen komponierte auch für das UMO Jazz Orchestra, das European Saxophone Ensemble, das Uusinta Chamber Ensemble Tanguedia Quintet und das Norwegian Radio Orchestra. Seit 1998 gehört er zum Lehrkörper der Sibelius-Akademie. Er entwickelte das Maqiano, das zwischen die Saiten des Klaviers gespannt wird und es ermöglicht, Mikrointervalle zu spielen.

## Preise und Auszeichnungen
2000 gewann Ikonen den ersten Preis beim International Julius Hemphill Composition Award (Jazz Composers Alliance, USA). Sein Debütalbum Karikko, auf dem er Kompositionen für verschiedene Ensembles präsentierte, wurde als beste finnische Jazz-CD 2001 mit dem Jazz-Emma ausgezeichnet. 2003 erhielt er beim italienischen Wettbewerb Scrivere in Jazz den ersten Preis für die beste Bigbandkomposition. 2013 wurde er als bester finnischer Jazzmusiker mit dem Yrjö-Preis geehrt.